# Tygelmes
Tygelmes (Baeolophus wollweberi) är en tätting i familjen mesar som förekommer i sydvästra USA och västra Mexiko.

## Utseende och läten
Tygelmesen är en medelstor (11,5–13,5 cm) mes som med tofs och svartvitt mönster i ansiktet ytligt sett liknar tofsmesen, även om den inte är nära släkt. Hjässan och tofsen är grå, ansiktet vitt med ett svart ögonstreck som sträcker sig bakåt runt örontäckarna och ner till den svarta strupen. Ovansidan är gråaktig och undersidan ljusgrå. Sången består av en snabb serie med sex till åtta klara och ljusa visslingar: "pidi pidi pidi pidi pidi pidi". Bland lätena hörs ljusa och sträva "sir-r-r si-si-sirr-rr-rr" och buskmeslika "pi-i-i-i-i-r".

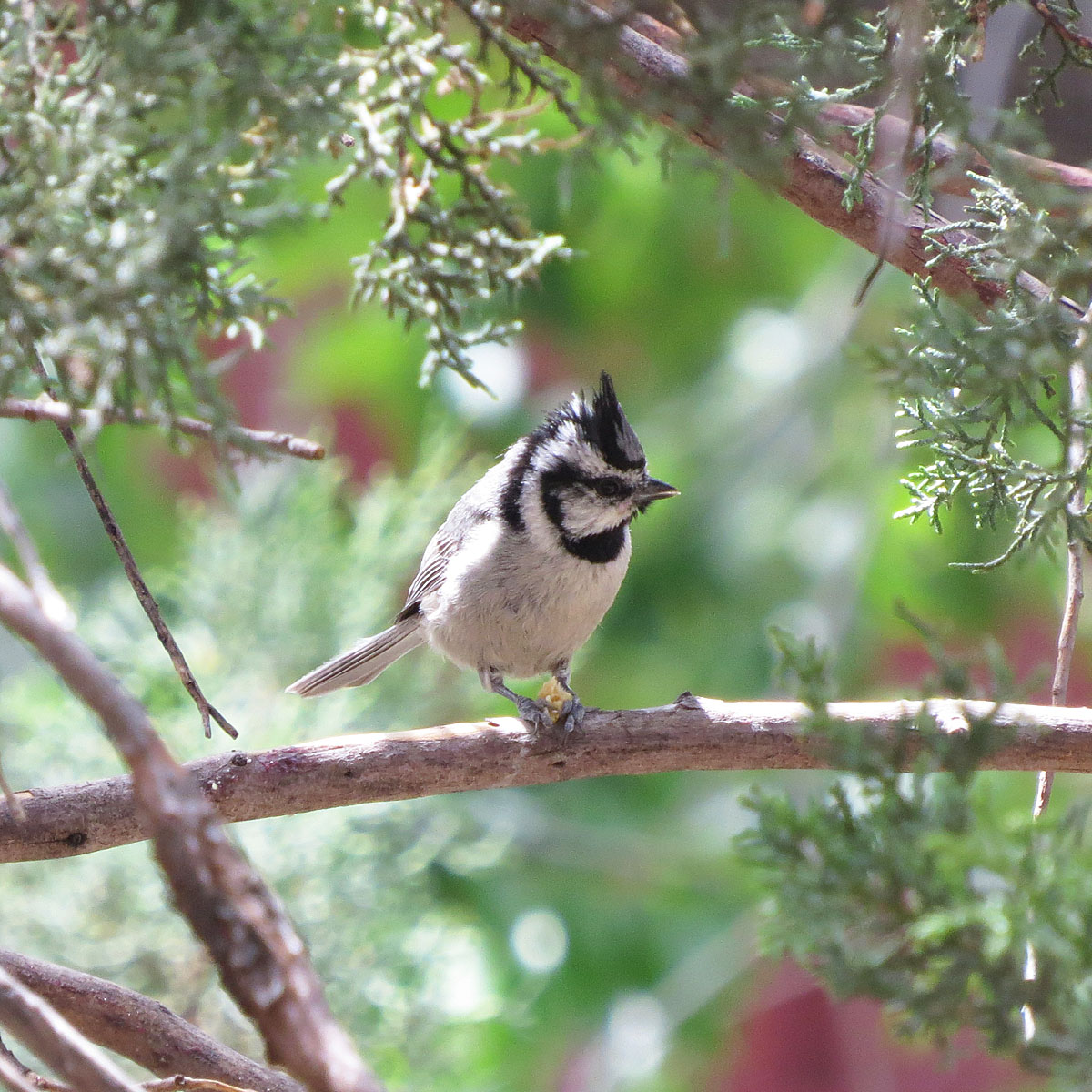

## Utbredning och systematik
Tygelmes delas upp i fyra underarter med följande utbredning:
- Baeolophus wollweberi vandevenderi – förekommer i en- och ekskogar i Arizona och New Mexico
- Baeolophus wollweberi phillipsi – sydöstra Arizona (söder om Gilafloden) till nordvästra Mexiko (Durango)
- Baeolophus wollweberi wollweberi – centrala och södra mexikanska högländerna (Durango till Nuevo León)
- Baeolophus wollweberi caliginosus – västra Mexiko (Sierra Madre del Sur i Guerrero och Oaxaca)

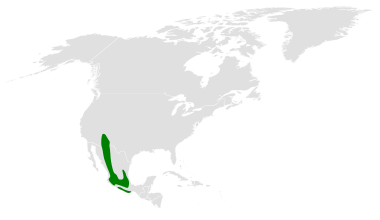
Artens utbredningsområde.

### Släktestillhörighet
Tidigare inkluderades arterna i Baeolophus i släktet Parus men efter jämförande genetiska och morfologiska studier behandlar idag de flesta auktoriteter Baeolophus som ett distinkt släkte. Tygelmesen har tidigare ansetts stå nära tofsmesen, men det liknande utseendet till trots är den närmare släkt med gråmesarna i Baeolophus.

## Levnadssätt
Tygelmesen hittas i ekskogar, där den ses i smågrupper födosökande efter insekter och frön, ofta tillsammans med andra små tättingar. Dess häckningsbiologi är dåligt känd, men verkar häcka åtminstone mellan slutet av april och början av juni. Den lägger troligen endast en kull.

## Status och hot
Arten har ett stort utbredningsområde och en stor population med stabil utveckling och tros inte vara utsatt för något substantiellt hot. Utifrån dessa kriterier kategoriserar internationella naturvårdsunionen IUCN arten som livskraftig (LC).

## Namn
Fågelns vetenskapliga artnamn hedrar Wollweber, en tysk resenär och samlare av specimen för Darmstadt Museum.